# Wolfgang Grellmann

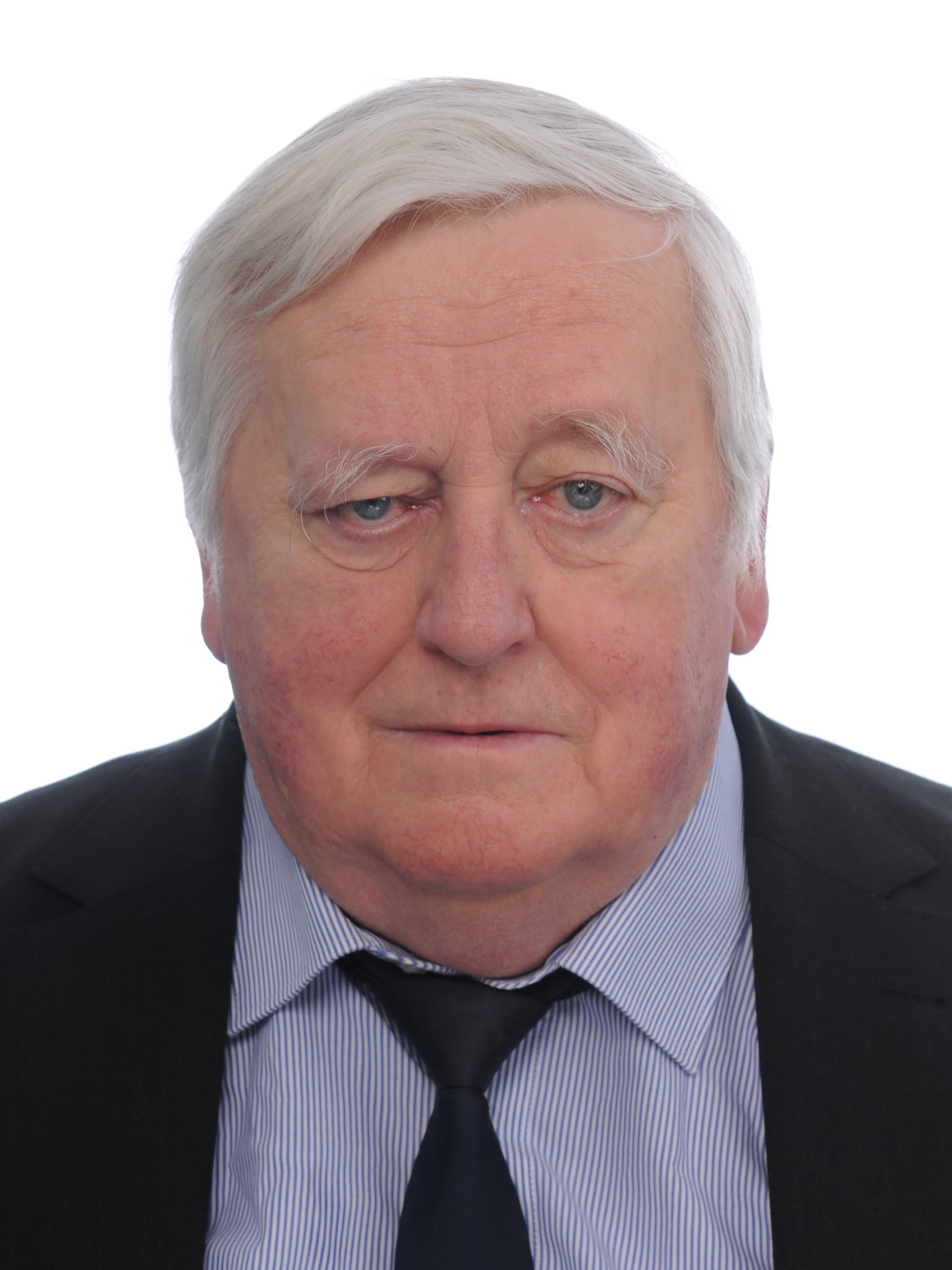
Wolfgang Grellmann (2023)

Wolfgang Grellmann (* 22. Juli 1949 in Ammendorf) ist ein deutscher Physiker, Werkstoffwissenschaftler und Hochschullehrer.

## Biografie
Grellmann wuchs in Ammendorf auf und begann 1968 nach Abitur und Facharbeiterabschluss als Waggonbauschlosser ein Studium der Physik an der Martin-Luther-Universität Halle-Wittenberg, welches er 1974 mit seiner Diplomarbeit „Einfluss der Röntgenstrahlen auf den thermischen Anteil der Fließspannung“ im Bereich Festkörperphysik abschloss. In Halle wurde er 1978 unter Anleitung von Peter Grau mit einer methodischen Arbeit über die registrierende Härteprüfung von Werkstoffen zum Doktor der Naturwissenschaften promoviert. Danach war er wissenschaftlicher Assistent und Oberassistent an der Sektion Werkstoff- und Verarbeitungstechnik an der Technischen Hochschule „Carl Schorlemmer“ Leuna-Merseburg (THLM). 1984/85 war er ein Jahr Gastwissenschaftler an der Fakultät für Maschinenbau der Tschechischen Technischen Universität Prag (CVUT) bei Václav Zilvar. 1985 erlangte er die Facultas Docenti in Werkstofftechnik und habilitierte sich 1986 mit einer Schrift zur Bruchmechanik von Kunststoffen. 1986/87 absolvierte er einen Gastaufenthalt an der Akademie der Wissenschaften der DDR, Institut für Festkörperphysik und Elektronenmikroskopie, Halle/Saale bei Ulrich Messerschmidt. 1987 erfolgte die Berufung zum ordentlichen Hochschuldozenten für Werkstofftechnik an der THLM. Zuvor hatte er eine Berufung auf eine Hochschuldozentur an der Otto-von-Guericke-Universität Magdeburg abgelehnt. Sein Wirken als Hochschullehrer wurde 1995 mit der Leitung der Professur „Werkstoffdiagnostik/Werkstoffprüfung“ an der Martin-Luther-Universität Halle-Wittenberg fortgesetzt.
Als Initiator, Wissenschaftlich-technischer Direktor, Geschäftsführer und Vorstandsmitglied war er federführend an der Gründung verschiedener außeruniversitärer Einrichtungen wirksam. Seit 2001 ist er Geschäftsführer der Polymer Service GmbH Merseburg.
Wolfgang Grellmann ist verheiratet und hat zwei erwachsene Kinder.

### Wissenschaftliche Tätigkeitsfelder
Grellmanns Forschungsinteressen liegen im Bereich der Kunststoffprüfung, Kunststoffdiagnostik und Technischen Bruchmechanik.
Schwerpunkte seiner wissenschaftlichen Arbeit nach dem Wechsel an die THLM waren neben der experimentellen Weiterentwicklung der Messtechnik zur instrumentierten Kerbschlagbiegeprüfung insbesondere die Einbeziehung der bruchmechanischen Arbeitsmethoden in der Werkstoffentwicklung von Kunststoffen und Verbundwerkstoffen. Zahlreiche prüfmethodische Beiträge wurden auf dem Gebiet der hybriden Methoden der Kunststoffdiagnostik erarbeitet, wobei zur Erhöhung der Aussagefähigkeit von Werkstoffkenngrößen sowie zur Formulierung von Schädigungskennwerten die in-situ-Kopplung von mechanischen und bruchmechanischen Grundversuchen mit zerstörungsfreien Prüfmethoden (z. B. Schallemissionsanalyse, Thermographie und Ultraschallprüfung) erfolgte. In Verbindung mit einer ereignis- und strukturbezogenen Interpretation der Deformationsphasen der Kunststoffe stand dabei die Quantifizierung der mechanischen Grundexperimente durch Instrumentierung und Anwendung verbesserter Mess- und Auswertetechniken wie z. B. Videoextensometrie, Laserextensometrie oder Feldmesstechniken im Mittelpunkt.

### Industrietätigkeit
Frühzeitig erkannte er die Bedeutung des Wissenstransfers aus der Grundlagenforschung in die industrielle Praxis und initiierte mit Fachkollegen die Gründung des Institutes für Polymerwerkstoffe e.V. (IPW, 1992) und der Polymer Service GmbH Merseburg (PSM, 2001) als An-Institute an der Martin-Luther-Universität Halle-Wittenberg, die er später an die Hochschule Merseburg überführte. Die Kooperation mit der kunststoffherstellenden und -verarbeitenden Industrie erhielt durch die Gründung des Kunststoff-Kompetenzzentrums (KKZ, 2007) wesentliche Impulse, das er als Wissenschaftlich-technischer Direktor von 2007 bis 2014 leitete. In den Jahren 2005 bis 2015 wirkte er als öffentlich bestellter und vereidigter Sachverständiger der IHK Halle-Dessau für das Sachgebiet „Kunststoffprüfung, Kunststoffdiagnostik und Bewertung von Schadensfällen“ und fertigte zahlreiche Gutachten für Industrieunternehmen und Gerichte an. Im Jahr 2007 gründete er gemeinsam mit neun Professoren die Stiftung Akademie Mitteldeutsche Kunststoffinnovationen (AMK), die er bis 2011 als Vize- und nachfolgend bis 2018 als Präsident leitete und ab 2019 als Ehrenpräsident angehört.

## Publikationen (Auswahl)
Während seiner universitären Tätigkeit betreute er 220 Diplom- und Masterarbeiten, 33 Dissertationen sowie 3 Habilitationen und veröffentlichte zusammen mit seinen Mitarbeitern 22 Lehr- und Fachbücher sowie mehr als 500 Artikel in nationalen und internationalen Fachzeitschriften.
Die herausgegebenen Lehr- und Fachbücher entstanden in Zusammenarbeit mit Sabine Seidler, Lehrstuhl „Nichtmetallische Werkstoffe“ der Technischen Universität Wien.

### Ausgewählte studentische Lehrbücher
- Wolfgang Grellmann, Sabine Seidler (Hrsg.): Kunststoffprüfung. 4., aktualisierte Auflage. Carl Hanser Verlag (2025), ISBN 978-3-446-44718-9
- Wolfgang Grellmann, Sabine Seidler (Hrsg.): Polymer Testing. 3. Auflage. Carl Hanser Verlag (2022), ISBN 978-1-56990-806-8
- Online-Lexikon Wolfgang Grellmann, Christian Bierögel, Katrin Reincke (Hrsg.): Lexikon Kunststoffprüfung und Diagnostik. Version 15[9]

### Ausgewählte Fachbücher zum Deformations- und Bruchverhalten
- Sabine Seidler, Wolfgang Grellmann: Zähigkeit von teilchengefüllten kurzfaserverstärkten Polymerwerkstoffen. Fortschritt-Berichte VDI-Reihe 18: Mechanik, Bruchmechanik, Nr. 92. VDI Verlag, Düsseldorf (1991), ISBN 3-18-149218-3
- Wolfgang Grellmann, Sabine Seidler (Hrsg.): Deformation und Bruchverhalten von Kunststoffen. Springer-Verlag (1998), ISBN 3-540-63671-4
- Wolfgang Grellmann, Sabine Seidler (Hrsg.): Deformation and Fracture Behavior of Polymers. Springer-Verlag (2001), ISBN 3-540-41247-6
- Wolfgang Grellmann, Sabine Seidler (Hrsg.): Mechanical and Thermomechanical Properties of Polymers. Landolt-Börnstein. Group VIII Advanced Materials and Technologies. Polymer Solids and Polymer Melts. New Series VIII/6A3 Springer-Verlag (2014), ISBN 978-3-642-55165-9
- Wolfgang Grellmann, Beate Langer (Hrsg.): Deformation and Fracture Behaviour of Polymer Materials. Springer Series in Materials Science, Volume 247. Springer-Verlag (2017), ISBN 978-3-319-41879-7
- Wolfgang Grellmann, Gert Heinrich, Michael Kaliske, Manfred Klüppel, Konrad Schneider, Thomas A. Vilgis: Fracture Mechanics and Statistical Mechanics of Reinforced Elastomeric Blends, in Lecture Notes Applied and Computational Mechanics, Springer-Verlag Berlin Heidelberg (2013), ISBN 978-3-642-37910-9

## Auszeichnungen und Anerkennungen
- 2008–2018 Mitglied der Vollversammlung der IHK Halle-Dessau
- 2014 Ehrenplakette der Hochschule Merseburg
- 2019 Ehrenpräsident der Akademie Mitteldeutsche Kunststoffinnovationen (AMK)
- 2020 DVM-Ehrennadel in Gold langjährige Tätigkeiten als Obmann im Programmausschuss der Tagung „Werkstoffprüfung“ und des Arbeitskreises „Kunststoffprüfung & Bauteildiagnostik“[10]
- 2021 Ehrenurkunde der IHK Halle-Dessau für 20 Jahre erfolgreiche unternehmerische Tätigkeit

## Networking
Wolfgang Grellmann war und ist aktiv in den folgenden Organisationen:
- Mitglied im Verein Deutscher Ingenieure e.V. (VDI)
- Mitglied im Deutschen Verband für Materialforschung und -prüfung e.V. (DVM)
- Ehemaliger Vorstand des Institutes für Polymerwerkstoffe e.V. (IPW)
- Geschäftsführer der Polymer Service GmbH Merseburg (PSM)
- Ehemaliger Präsident der Stiftung Akademie Mitteldeutsche Kunststoffinnovationen (AMK)[11]
- Gutachter der Deutschen Forschungsgemeinschaft (DFG)